# Unlingen
Unlingen är en kommun i Landkreis Biberach i det tyska förbundslandet Baden-Württemberg. Kommunen består av ortsdelarna (tyska Ortsteile) Unlingen, Dietelhofen, Göffingen, Möhringen och Uigendorf. Folkmängden uppgår till cirka 2 400 invånare, på en yta av 26,87 kvadratkilometer.
Kommunen ingår i kommunalförbundet Riedlingen tillsammans med staden Riedlingen och kommunerna Altheim, Dürmentingen, Ertingen, Langenenslingen och Uttenweiler.

## Befolkningsutveckling
| Befolkningsutvecklingen i Unlingen 1975–2015 | Befolkningsutvecklingen i Unlingen 1975–2015 | Befolkningsutvecklingen i Unlingen 1975–2015 | Befolkningsutvecklingen i Unlingen 1975–2015 | Befolkningsutvecklingen i Unlingen 1975–2015 |
| -------------------------------------------- | -------------------------------------------- | -------------------------------------------- | -------------------------------------------- | -------------------------------------------- |
|                                              |                                              |                                              |                                              |                                              |
| År                                           |                                              |                                              | Folkmängd                                    | Areal (ha)                                   |
| 1975                                         | 1975                                         |                                              | 1 995                                        | 2 689                                        |
| 1980                                         | 1980                                         |                                              | 2 023                                        |                                              |
| 1985                                         | 1985                                         |                                              | 1 979                                        |                                              |
| 1990                                         | 1990                                         |                                              | 2 175                                        |                                              |
| 1995                                         | 1995                                         |                                              | 2 327                                        |                                              |
| 2000                                         | 2000                                         |                                              | 2 452                                        | 2 687                                        |
| 2005                                         | 2005                                         |                                              | 2 436                                        | 2 688                                        |
| 2010                                         | 2010                                         |                                              | 2 429                                        | 2 687                                        |
| 2015                                         | 2015                                         |                                              | 2 409                                        |                                              |
|                                              |                                              |                                              |                                              |                                              |